# Veronika

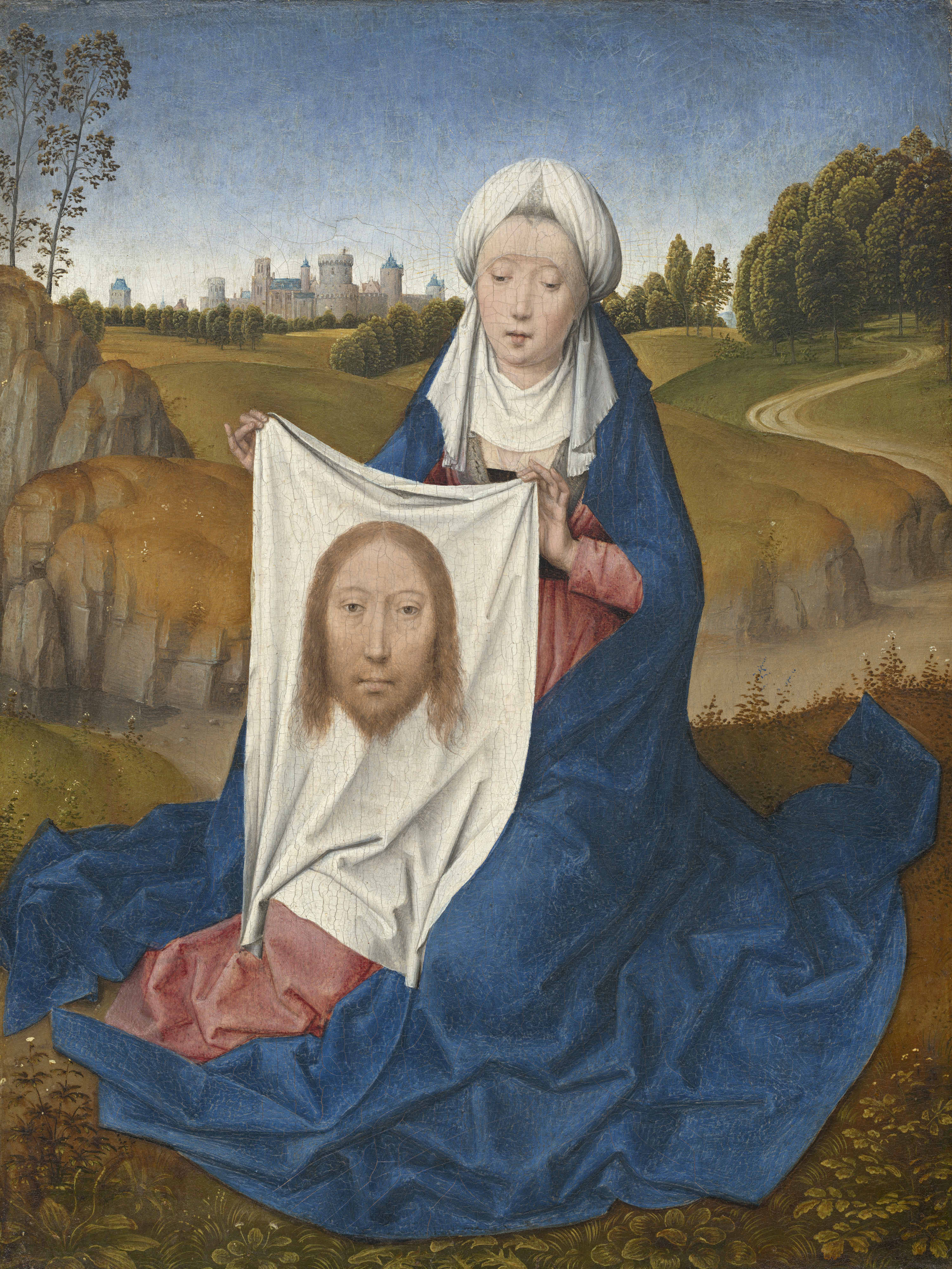
Veronika mit dem Schweißtuch, Gemälde von Hans Memling

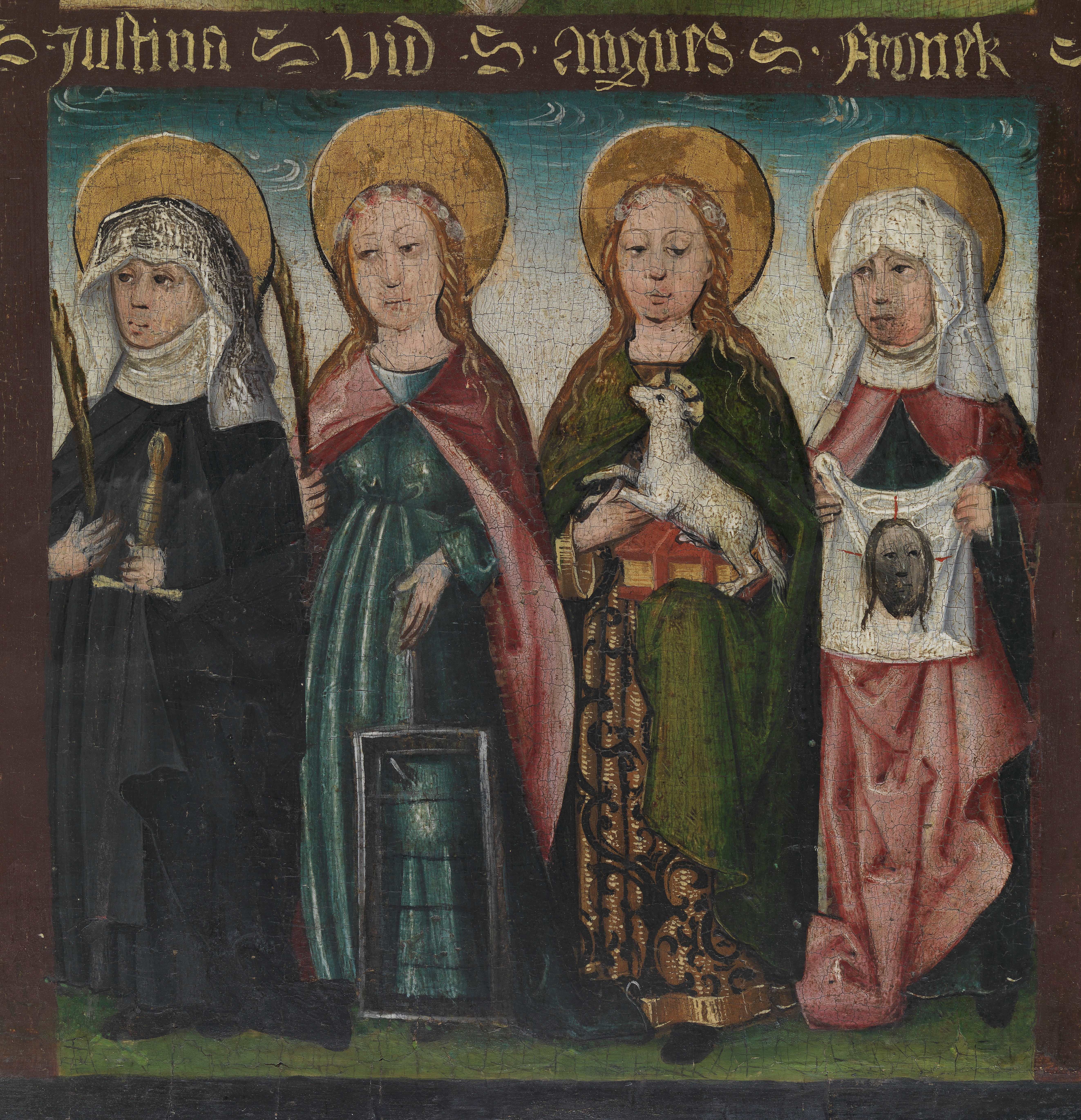
Teil einer Votivtafel mit 16 Legendszenen und Heiligen, rechts ist Veronika, Franken, um 1500, Germanisches Nationalmuseum in Nürnberg.

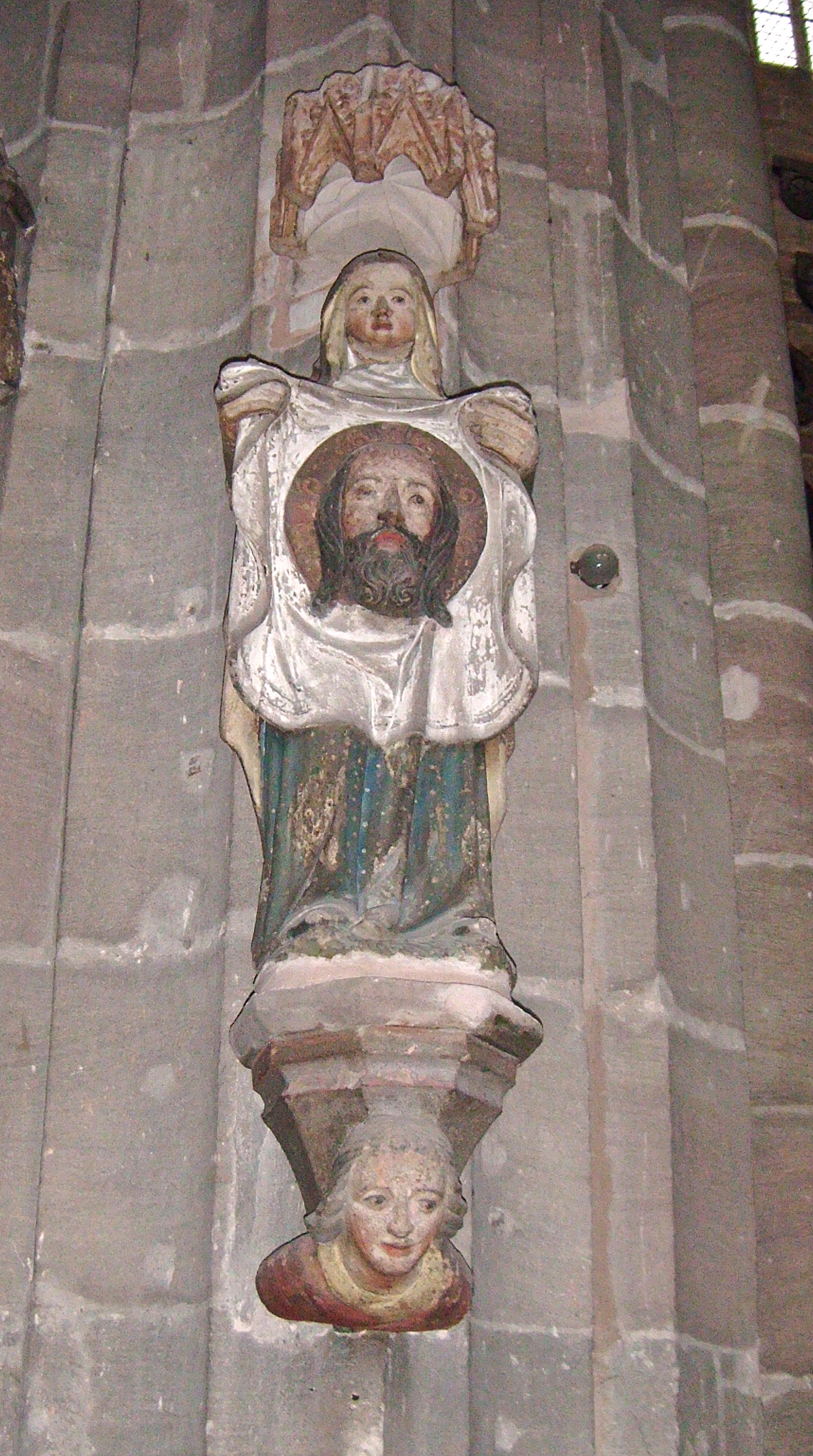
Hl. Veronika, gotische Skulptur, St. Lorenz (Nürnberg)

Veronika ist ein weiblicher Vorname.

## Herkunft und Bedeutung
Veronika ist eine lateinische Variante des griechischen Namens Berenike. Sie wurde schon früh durch die Assoziation der lateinischen Phrase vera icon „wahres Bild“ beeinflusst. Diese stellt ein Anagramm des Namens dar. Auf diesen Zusammenhang ist wohl auch die Legende der Heiligen Veronika zurückzuführen, die Jesus auf dem Weg nach Golgatha den Schweiß vom Gesicht gewischt haben soll, woraufhin der Abdruck von Jesu Gesicht auf dem Tuch zurückblieb. Im Mittelalter wurde der Name deshalb auch als Vera-iconica „das wahre Bild (Christi)“ gedeutet.

## Verbreitung
Der Name Veronika ist international weit verbreitet.
In Tschechien war der Name bereits in den 1930er Jahren geläufig und fand sich unter den 100 beliebtesten Mädchennamen. Nachdem seine Popularität zunächst leicht sank, wurde der Name seit den 1960er Jahren wieder häufiger vergeben. Seit 1972 zählt der Name zu den 50 meistgewählten Mädchennamen. Im Jahr 1981 stieg Veronika in die Top-10 der Vornamensliste auf, die der Name im Jahr 2012 erstmalig wieder verließ. Mehrfach belegte er Rang 2 der Rangliste.
In Ungarn gehörte Veronika bis 2020 zu den 100 beliebtesten Mädchennamen.
Auch in Russland ist der Name weit verbreitet. In Moskau hat sich der Name unter den 20 beliebtesten Mädchennamen etabliert.
In Deutschland war der Name vor allem in den 1950er Jahren beliebt. In diesem Jahrzehnt stand er auf Rang 87 der Namensliste. Seitdem sank seine Popularität, jedoch blieb er geläufig. Im Jahr 2022 stand er auf Rang 198 der Vornamensrangfolge. Besonders verbreitet ist er in Bayern.

## Varianten
- Kurzform im deutschen Sprachraum: Vroni

Im Bulgarischen, Russischen und Mazedonischen wird der Name Вероника Veronika geschrieben, im Ukrainischen Вероніка Veronika.
Für weitere Varianten: siehe Berenice (Vorname)#Varianten

## Namenstage
- 4. Februar: nach der heiligen Veronika von Jerusalem
- 9. Juli: nach der heiligen Veronica Giuliani

## Bekannte Namensträgerinnen

### Veronika
- Veronika von Mailand (≈1445–1497), Klosterjungfrau; in der katholischen Kirche als Selige verehrt

- Veronika Aigner (* 2003), österreichische Skirennläuferin und Behindertensportlerin
- Veronika Albrecht-Birkner (* 1963), deutsche evangelische Theologin und Hochschullehrerin
- Veronika Bauer (* 1979), kanadische Freestyle-Skierin
- Veronika Bellmann (* 1960), deutsche Politikerin (CDU)
- Veronika Bennholdt-Thomsen (* 1944), österreichische Ethnologin und Soziologin
- Veronika Bicker (* 1978), deutsche Schriftstellerin
- Veronika Cvašková (* 1981), slowakische Grasskiläuferin
- Veronika Dirnhofer (* 1967), österreichische Künstlerin (Malerei, Keramik, Texte)
- Veronika Eberle (* 1988), deutsche Violinistin
- Veronika Exler (* 1990), österreichische Schachspielerin
- Veronika Fischer (* 1951), deutsche Sängerin
- Veronika Fischer (1964–2012), deutsche Politikerin (CDU)
- Veronika Fitz (1936–2020), deutsche Volksschauspielerin
- Veronika Grob (* 1971), Schweizer Förderberaterin im Medienbereich
- Veronika Groiss (* 1977), belarussische Opern- und Konzertsängerin (Sopran)
- Veronika Hagen (* 1963), österreichische Bratschistin
- Veronika Harcsa (* 1982), ungarische Jazzsängerin und Komponistin
- Veronika Ivanovskaia (* 1995), deutsche Poolbillardspielerin
- Veronika Jeníková (* 1964), tschechische Schauspielerin
- Veronika Kellndorfer (* 1962), deutsche Künstlerin
- Veronika Kohlbach (1906–1996), österreichische Leichtathletin
- Veronika Lagun (* 1985), litauische Biathletin
- Veronika Meduna (* 1965), deutsch-neuseeländische Biologin, Hörfunkjournalistin und Schriftstellerin
- Veronika Minder Grossenbacher (* 1948), Schweizer Kuratorin, Dramaturgin und Filmregisseurin
- Veronika Nachmann (* 1988), deutsche Naturbahnrodlerin
- Veronika Neugebauer (1968–2009), deutsche Synchronsprecherin
- Veronika Olma (* 1962), deutsche Bildende Künstlerin mit Schwerpunkt Malerei, Zeichnung, Fotografie und Objektkunst
- Veronika Polly (* 1974), österreichische Schauspielerin
- Veronika von Quast (* 1946), bayerische Diseuse, Schauspielerin, Komikerin und Sängerin
- Veronika Rampold (* 1964), deutsche Medizinerin und Sachbuchautorin
- Veronika Sabolová (* 1980), slowakische Rennrodlerin
- Veronika Šarec (* 1968), slowenische Skirennläuferin
- Veronika Schäpers (* 1969), deutsche Buchbinderin und Buchkünstlerin
- Veronika Schmidt (* 1952), deutsche Skilangläuferin
- Veronika Schneider (* 1987), ungarische Schachspielerin
- Veronika Sexl (* 1966), österreichische Pharmakologin und Toxikologin
- Veronika Skuplik (* 1964), deutsche Violinistin und Dirigentin im Bereich Historische Aufführungspraxis
- Veronika Staber (* 1987), deutsche Skirennläuferin
- Veronika Stoertzenbach (* 1958), deutsche Dirigentin und Universitätsmusikdirektorin
- Veronika Trisko (* 1981), österreichische Pianistin
- Veronika Vařeková (* 1977), tschechisches Mannequin und Fotomodell
- Veronika Veit (* 1968), deutsche Künstlerin
- Veronika Velez-Zuzulová (* 1984), slowakische Skirennläuferin
- Veronika Vitzthum (* 1963), österreichische Skirennläuferin
- Veronika Wallinger (* 1966), österreichische Skirennläuferin
- Veronika Zemanová (* 1975), tschechisches Erotik-Model

### Veronica
- Veronica Avluv (* 1972), US-amerikanische Pornodarstellerin
- Veronica Bennett (1943–2022), US-amerikanische Sängerin, bekannt als Ronnie Spector
- Verónica Boquete (* 1987), spanische Fußballspielerin
- Veronica Brenner (* 1974), kanadische Freestyle-Skifahrerin
- Veronica Campbell-Brown (* 1982), jamaikanische Sprinterin und Olympiasiegerin
- Veronica Carstens (1923–2012), deutsche Medizinerin
- Veronica Cartwright (* 1949), britische Schauspielerin
- Veronica Dunne (* 1995), amerikanische Schauspielerin
- Veronica Escobar (* 1969), US-amerikanische Politikerin
- Veronica Ferres (* 1965), deutsche Schauspielerin
- Verónica Forqué (1955–2021), spanische Schauspielerin
- Veronica Guerin (1958–1996), irische Journalistin
- Veronica Hart (* 1956), US-amerikanische Schauspielerin und Filmschaffende
- Verónica Isbej (* 1976), chilenische Biathletin
- Veronica Kaup-Hasler (* 1968), deutsch-österreichische Kultur- und Theaterwissenschaftlerin, Dramaturgin, Kulturmanagerin und Politikerin
- Veronica Lake (1922–1973), US-amerikanische Schauspielerin
- Veronica Maggio (* 1981), schwedische Sängerin
- Veronica Necula (* 1967), rumänische Ruderin
- Veronica Perez (* 1988), mexikanisch-US-amerikanische Fußballspielerin
- Veronica Ricci (* 1988), US-amerikanische Pornodarstellerin und Schauspielerin
- Veronica Rodriguez (* 1991), venezolanische Pornodarstellerin
- Veronica Roth (* 1988), US-amerikanische Schriftstellerin
- Veronica Stallwood (* um 1939), englische Schriftstellerin
- Veronica Tennant (* 1947), kanadische Balletttänzerin, Choreographin, Tanzpädagogin und Filmproduzentin
- Veronica Thörnroos (* 1962), finnische Politikerin
- Veronica Webb (* 1965), US-amerikanisches Model, Moderatorin, Autorin und Schauspielerin

### Weronika
- Weronika Deresz (* 1985), polnische Leichtgewichts-Ruderin
- Weronika Borissowna Dudarowa (1916–2009), sowjetische und russische Dirigentin
- Weronika Kapschaj (* 1986), ukrainische Tennisspielerin
- Weronika Książkiewicz (* 1981), polnische Schauspielerin
- Weronika Łakomy (* 1991), polnische Handballschiedsrichterin und Handballspielerin
- Weronika Eduardowna Kudermetowa (* 1997), russische Tennisspielerin
- Weronika Alexandrowna Martschenko (* 1969), russische Aktivistin für die Rechte von Armeehinterbliebenen
- Weronika Wladimirowna Nikitina (* 1992), russische Handballspielerin
- Weronika Nowakowska-Ziemniak (* 1986), polnische Biathletin
- Weronika Sergejewna Spasskaja (1933–2011), sowjetisch-kubanische Hispanistin und Übersetzerin
- Weronika Alexejewna Timofejewa (* 1982), russische Skilangläuferin und Biathletin
- Weronika Tschernjachiwska (1900–1938), ukrainische Dichterin und Übersetzerin
- Weronika Michailowna Tuschnowa (1911–1965), sowjetische Ärztin und Dichterin
- Weronika Wedler (* 1989), polnische Sprinterin

### Vroni
- Vroni Hesse (* 1987), deutsche Fußballspielerin
- Vroni Huber (* 1988), deutsche Fußballspielerin
- Vroni Kiefer (* 1974), deutsche Schauspielerin, Regisseurin und Autorin
- Vroni König-Salmi (* 1969), Schweizer Orientierungsläuferin
- Vroni Straub-Müller (* 1963), Schweizer Politikerin (CSP)
- Vroni Thalmann-Bieri (* 1969), Schweizer Politikerin (SVP)
- Vroni Werthmüller (* 1959), Schweizer Sprinterin (100-Meter-Lauf und 200-Meter-Lauf)

## Der Name in Literatur, Film und Musik

### Film
- Die zwei Leben der Veronika von Krzysztof Kieślowski
- Die Sehnsucht der Veronika Voss von Rainer Werner Fassbinder
- Veronika beschließt zu sterben von Emily Young
- Veronika (Kurzfilm) von Mark Michel aus dem Jahr 2011